# Willem Bonger
Willem Adriaan Bonger (Amsterdã, 6 de setembro de 1876 - 15 de maio de 1940), criminólogo e sociólogo holandês, foi um dos principais responsáveis pelo reconhecimento da relação entre a criminalidade e as condições econômicas dos indivíduos. Por meio de seu trabalho, a criminologia se destacou como ciência autônoma, tornando-se mais evidente sua inter-relação com a sociologia segundo uma abordagem científica, com repercussões tanto em seu país de origem como na Europa e nos Estados Unidos.
Bonger trouxe para o âmbito da criminologia a perspectiva do conflito, a partir do pensamento marxista. No início do século XX, o exame das causas do crime envolvia a noção de que o comportamento delituoso tinha raízes no livre arbítrio ou em outras causas interiores ao indivíduo, consoante o paradigma da criminologia etiológica individual. Bonger propôs uma abordagem diferente, ao concluir, a partir da análise de estudos sociológicos e de dados empíricos, que a criminalidade era causada por fatores sociais, especificamente as condições econômicas e seus efeitos nos indivíduos. Foi um ferrenho crítico da criminologia de Cesare Lombroso e Enrico Ferri. Afirmou que a hipótese do atavismo, embora engenhosa, era equivocada.
Bonger enfatizou que as condições socioeconômicas eram determinantes para a prática de crimes, e não as características genéticas ou raciais, rechaçando a teoria de matriz positivista que negava ou subestimava os fatores sociais do delito. O pressuposto de que o capitalismo gera egoísmo e irresponsabilidade social é a base para uma explicação ambiental da criminalidade.
Sua ideia central é a de que o modo de produção capitalista tem uma influência deletéria na sociedade, podendo fomentar o comportamento criminoso e fazê-lo florescer. A sociedade capitalista empurraria os homens para a delinquência, seja pelas carências econômicas, seja pela ruptura de sentimentos humanitários e de solidariedade - o espírito competitivo leva os homens a ver seus iguais como inimigos. Muitos estudiosos veem Bonger como o primeiro criminólogo marxista e como o precursor da criminologia crítica.
Seu pensamento influenciou vários autores americanos e ingleses, que passaram a analisar a importância das condições econômicas e as relações entre crime e capitalismo, seja para ratificar a centralidade destas determinações, seja para formularem objeções a elas. Particularmente, neste último caso, psicólogos e psiquiatras argumentavam - e ainda hoje argumentam - que fatores psicológicos e patológicos também devem ser levados em conta (podendo até mesmo ser mais importantes) no estudo das determinações da conduta delituosa.

## Biografia

### Juventude e Família
Willem Bonger nasceu em Amsterdã e foi o mais novo dos dez filhos de Hendrik C. Bonger, corretor de seguros casado com Hermine L. Weissman, ambos membros da Igreja Remonstrante-Protestante. Sua irmã mais nova, Johanna Bonger, nasceu em 1862 e viria a se casar com Theo van Gogh (irmão do famoso pintor Vincent Van Gogh), tendo sido uma das principais responsáveis pela divulgação do trabalho deste e de sua fama posterior.
De acordo com um de seus alunos, J. Valkhoff, que tornou-se, posteriormente, professor em Amsterdã, Bonger, ainda jovem, se interessou pelos trabalhos de Charles Darwin e, posteriormente, distanciou-se da religião dos seus pais, adotando uma concepção panteísta, considerando Deus como uma entidade imanente e não transcendental. Tal concepção religiosa não era majoritária na Holanda nos anos 1900, contudo era comum entre os intelectuais holandeses da época. Em sua obra, Bonger procurava manter um considerável afastamento entre religião e ciência, discorrendo especialmente sobre o assunto em Fé e Crime (1913).
Casou-se em 9 de março de 1905 com Maria Hendrika Adriana Van Heteren, de quem se separou em 20 de março de 1908 e com quem casou-se novamente em 24 de maio de 1922. Com ela teve dois filhos, nascidos em 1911 e 1914.

### Educação e influências

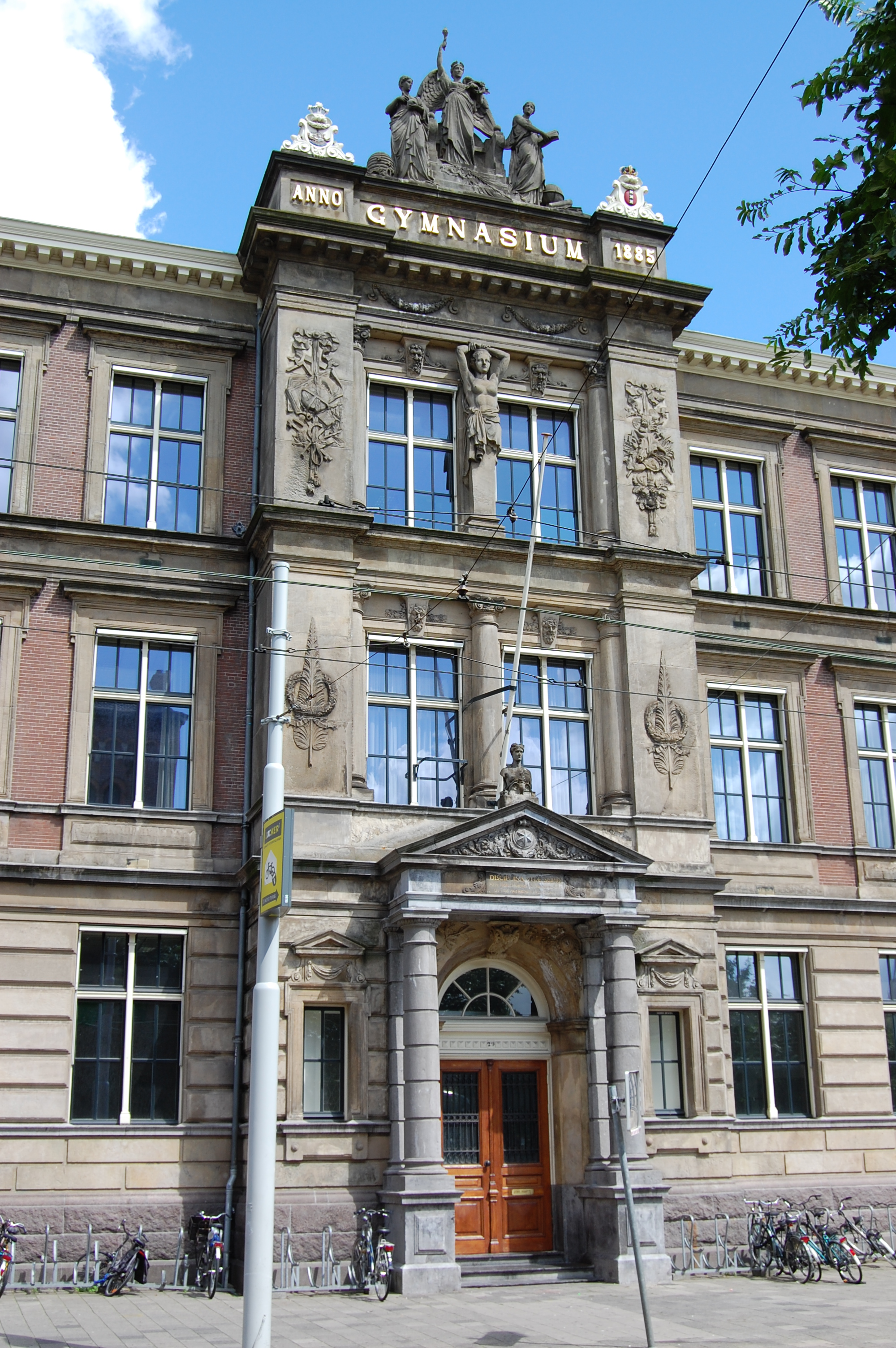
Barlaeus-Gymnasium de Amsterdã

Bonger foi aluno do Barlaeus-Gymnasium de Amsterdã e estudou Direito na Universidade de Amsterdã entre 1895 e 1900. Em 1895, juntou-se ao Amsterdams Studenten Corps, movimento estudantil fortemente influenciado por ideias socialistas. Passou a escrever diversos artigos para revistas estudantis - dentre as quais a revista Propria Cures - que relacionavam crime e condições sociais. 
Em 1900, um desses artigos sobre o tema - Un aperçu systématique et critique de la littérature concernant l’influence des conditions économiques sur la criminalité - obteve menção honrosa em competição organizada na Faculdade de Direito da Universidade de Amsterdã.
Uma de suas maiores influências foi Gerard Anton van Hamel, jurista holandês, co-fundador da Associação Internacional de Direito Penal (Union Internationale de droit pénal) em 1889, juntamente com Franz Von Liszt e Adolphe Prins, que viria a ser dissolvida com a Primeira Guerra Mundial e, posteriormente, reorganizada em 1924, existindo até os dias atuais como uma das mais antigas sociedades científicas. A principal ideia dos membros dessa sociedade era a de que o método para tratar e combater o crime deveria envolver não apenas uma abordagem jurídica, mas também uma perspectiva antropológica e sociológica.

### Carreira
Bonger obteve seu título de Doutor em 1905, com a tese Criminalidade e Condições Econômicas (título original: Criminalité et conditions économiques). Neste trabalho, já defendia que a sociologia deveria ser ensinada como uma disciplina autônoma nos currículos acadêmicos. 
Trabalhou como advogado no setor de seguros, na companhia Broke and Moes, da qual se tornou sócio em 1914. Contribuiu para vários periódicos, dentre os quais De Kroniek, Tijdschrift voor Strafrecht, Die neue Zeit, Het Volk e De Nieuwe Tijd. Atuou ainda como Secretário do Comitê Supervisor das Rodovias Holandesas e como editor chefe do periódico De Socialistische Gids, o qual teve 23 edições até ser extinto em 1938.

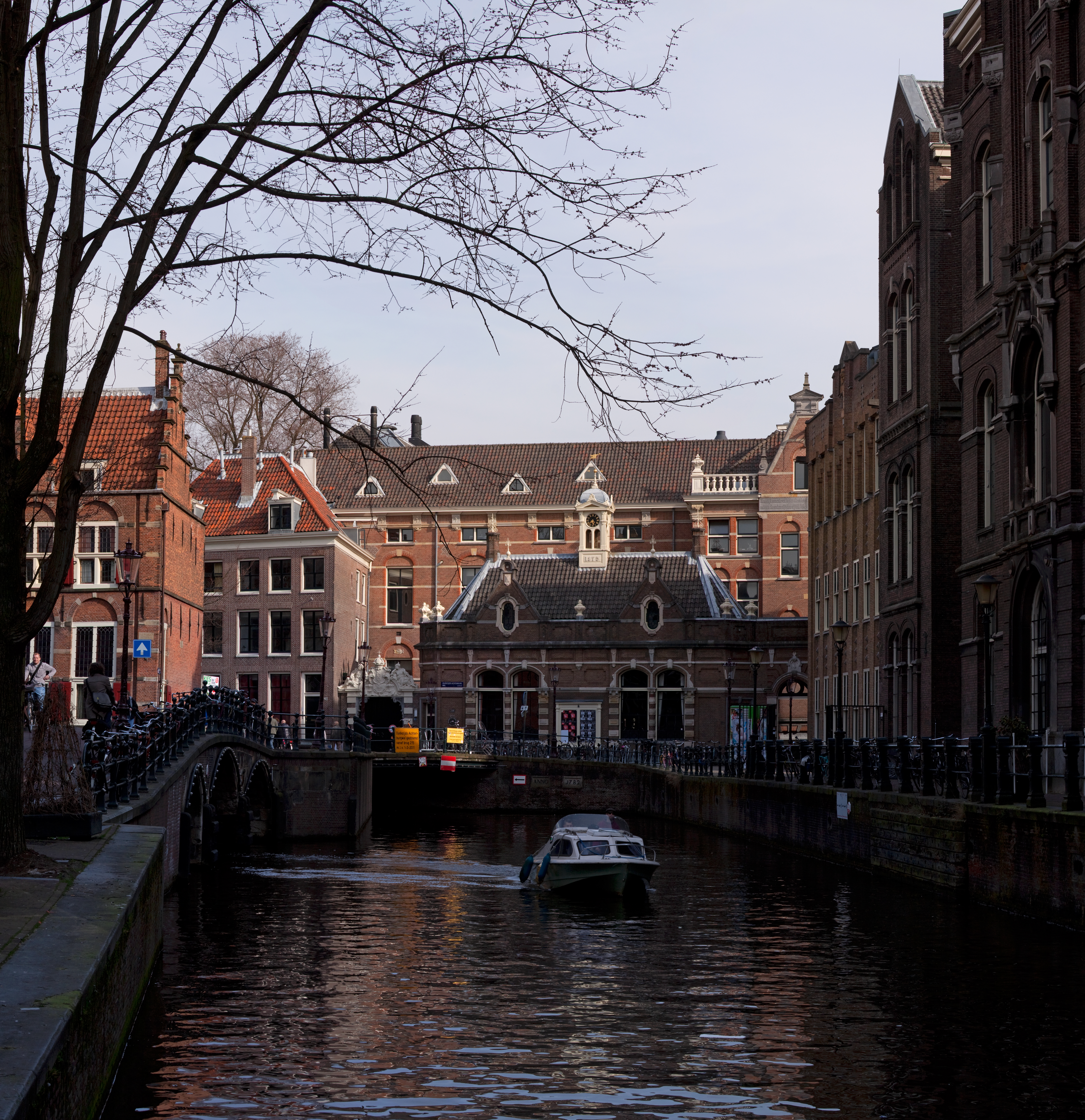
Universidade de Amsterdã

Tornou-se professor de Criminologia e Sociologia na Universidade de Amsterdã em 1922. Ao assumir o cargo, proferiu a leitura Sobre a Evolução da Moralidade (título original: Over de evolutie der moraliteit), na qual fez uma crítica ríspida à organização capitalista da sociedade, a qual, segundo ele, conduzia a um egoísmo ilimitado. Naquele discurso, destacou as duas categorias que desenvolveu em sua tese de 1905: o altruísmo e o egoísmo. Bonger entendia que uma renda razoável e um certo nível civilizatório seriam condições necessárias para uma atitude moral adequada. Ainda, asseverou que as prescrições morais seriam relativas e mutáveis segundo o tempo e o lugar.
Em 1936, fundou a Associação Holandesa de Sociologia (Nederlandse Sociologische Vereniging), da qual foi presidente por quatro anos.
Seus trabalhos como sociólogo e criminólgo envolvem temas diversos, como o desenvolvimento da lei penal na Holanda, pesquisas sobre o suicídio, a moralidade, a incapacidade, a demografia, a guerra, a democracia e a religião. Bonger também produziu importantes estudos estatísticos sobre a propriedade e o rendimento, bem como acerca da crença e da falta dela na Holanda. Em seus livros e artigos, podemos encontrar amplos dados estatísticos a fim de suportar suas conclusões.

### Ativismo político e sua morte
Bonger não hesitava em adotar posições contramajoritárias, insurgindo-se contra a doutrina estabelecida e contra dogmas vigentes. Sua postura científica independente pode ser observada não apenas em suas pesquisas sociológicas e criminológicas, mas também em sua posição política (alinhada com o partido Socialista). Filiou-se em 1897 ao Partido Social Democrata dos Trabalhadores (Sociaal-Democratische ArbeiderspartijSociaal-Democratische Arbeiderspartij).
Exemplos desta atitude são seu repúdio à indignação com respeito à homossexualidade pela sociedade e a oposição que oferecia ao desdém dos intelectuais em relação ao partido Socialista. Opunha-se à criminalização do aborto e defendia procedimentos mais céleres para o divórcio. Curiosamente, sua crítica à criminalização do homossexualismo foi removida da tradução para o inglês da sua tese de doutorado em 1916.
A Primeira Guerra Mundial foi um choque para Bonger, que a considerava como o maior crime que poderia ser cometido e dedicou alguns artigos para discorrer sobre quem seria o autor deste crime - A Guerra e a Culpa (1917) e Diagnose e Prognose (1918). Repudiava a violência, mas acreditava que a democracia deveria ser defendida com armas. Na segunda metade da década de 1930, escreveu três artigos sobre o tema: Os Problemas da Democracia (1934), A Mentida do Antissemitismo (1935) e O Perigo para a Thechoslováquia (1935). 
Bonger era um fervoroso antagonista de todas as formas de ditadura. Negou-se a participar de um Congresso de Direito Penal em Berlim em 1936. Chegou a ser mencionado nas rádios de Bremen como um dos arqui-inimigos do nazismo. Recusou-se a emigrar para os Estados Unidos, embora soubesse que uma invasão alemã à Holanda lhe seria drástica. Quando isto ocorreu, em maio de 1940, escreveu para seu filho: “Eu não vejo futuro algum para mim e eu não posso me curvar a esta escória que irá nos dominar”. Em virtude da invasão alemã, suicidou-se em 15 de maio de 1940, na sua cidade natal Amsterdã. Como afirma Van Bemmelen, encontrou sua morte no único modo pelo qual, para ele, a vontade humana desempenharia algum papel: no suicídio.

## Pensamento Criminológico

### Influência do marxismo
Em artigo intitulado Marx como Sociólogo, publicado postumamente em coletânea de 1950, Bonger deixa clara a influência do marxismo em seu pensamento ao afirmar que “as abstrações são formadas a partir da realidade e não o contrário; o espírito humano, incluído o dos grandes homens, não é criado a partir de um vácuo, mas da realidade”. Destaca, ainda, que as relações econômicas entre os indivíduos são transformadas em virtude do aumento da produtividade do trabalho e deste processo resulta a consolidação de novas regras que derrogam o código moral vigente de forma gradual até, por fim, eliminá-lo.
O foco central do pensamento de Karl Marx e Friedrich Engels não envolvia a criminalidade ou o direito, embora alguns aspectos tenham sido mencionados nesse sentido em algumas de suas obras. Numa sociedade capitalista, o controle dos meios de produção por um número limitado de indivíduos resulta no desenvolvimento de classes sociais, em função do acesso diferenciado a bens e serviços.
Como descreve o jurista argentino Gabriel Ignacio Anitua, Marx escreveu um artigo sobre o delito de roubo de lenha na Gazeta Renana, e Engels realizou um estudo sociológico em A situação da classe trabalhadora na Inglaterra em 1844, no qual refletia sobre a miséria como causa do delito, podendo o trabalhador transformar-se em delinquente pela desmoralização e pela decadência da sociedade, provocadas pelo capitalismo. Num contexto de carências materiais, diante de maus tratos por parte da burguesia e, tendo o egoísmo como justificativa do vale-tudo, o trabalhador pode perder sua liberdade de agir e cair em ações imorais.
Destaca Anitua, ainda, que Marx entendia que uma sociedade sem delitos seria possível: a sociedade comunista. Em trecho de O Capital - no capítulo Concepção apologética da produtividade de todos os ofícios, da Teoria da mais-valia no Tomo IV - Marx afirmava que o crime retira do mercado de trabalho uma parte da superpopulação excedente ao confiná-los e absorve outra parte da população - os que trabalham no sistema de justiça criminal.
Nesse sentido, a seguinte conclusão do criminólogo brasileiro Sérgio Salomão Shecaira revela a contemporaneidade desta constatação: “a globalização afirma o fenômeno da sociedade excludente [...] é mais barato excluir e encarcerar as pessoas do que incluí-las no processo produtivo, transformá-las em ativas consumidoras, através da provisão de trabalho e permitir-lhes uma qualidade de vida que cumpra a condição de dignidade constitucionalmente prevista”.

### Posição na diacronia dos pensamentos criminológicos
O pensamento criminológico de Willem Bonger se insere nas chamadas teorias do conflito, que se contrapõem às teorias consensuais. Para estas, a finalidade da sociedade é atingida pelo perfeito funcionamento de suas instituições, com o compartilhamento de objetivos comuns por todos os indivíduos e a aceitação das regras dominantes vigentes. Por seu turno, as teorias do conflito, entendem que “a coesão e a ordem da sociedade são fundadas na força e na coerção, na dominação por alguns e sujeição de outros; ignora-se a existência de acordos em torno de valores de que depende o próprio estabelecimento da força”.
Em função das variações na popularidade e influência do seu pensamento, seu legado tem sido categorizado de forma diversificada. Nos anos 1950, foi considerado como um representante do marxismo científico por Valkhoff. Posteriormente, menos ênfase foi dada nas premissas marxistas básicas de seu pensamento, o que o levou a ser considerado por Van Bemmelen, de forma mais geral, como um expoente da criminologia sociológica nos anos 1960.
Sua oposição a correntes mais extremas do marxismo - afirmava ser marixsta, mas opunha-se a qualquer tipo de extremismo político de esquerda (leninismo e anarquismo), bem como ao dogmatismo do movimento marxista - o levou a ser ignorado pelo movimento intelectual comunista. A partir do trabalho de Austin Turk, passou a ser considerado como um representante da criminologia crítica.
O pensamento de Bonger voltou a ser relegado a segundo plano nos anos 1970, por ser considerado demasiado positivista e excessivamente determinista com respeito às condições econômicas. Conquanto Bonger tenha sido um crítico da criminologia positivista de Lombroso e Ferri, vale ressaltar que, nas histórias dos pensamentos criminológicos - adotando a nomenclatura de Gabriel Anitua - o termo positivismo se refere à busca de explicações causais para o crime segundo o modelo lógico e metodológico atribuído às ciências naturais. 
Esta abordagem não estava, desse modo, exclusivamente ligada a Lombroso e Ferri, podendo ser observada, por exemplo, nos trabalhos de moral estatística de Andre-Michel Gerry e Adolphe Quetelet, que, a partir de dados estatísticos sobre a criminalidade na França no século XIX, procuraram explicações causais sobre os contornos da criminalidade. Menos crítico ao positivismo destes autores, Bonger chegou a ter sua interpretação do marxismo considerada como positivista em certo grau, pois, pelo foco no "pensamento criminoso", fomentado pelo egoísmo no sistema capitalista e pela degradação moral, sua teoria não se diferenciaria muito dos fatores biológicos ou psicológicos que motivariam o crime.

### Conceito sociológico de crime, microcriminologia e macrocriminologia
Bonger apresentou um conceito sociológico de crime, consideravelmente inovador para o seu tempo, destacando seu caráter histórico e social. A mera antissocialidade ou imoralidade de um comportamento não o definiria como criminoso: o fator determinante era sua relação com a ordem social estabelecida pelas relações econômicas. Numa sociedade dividida em uma classe dominante e uma classe subordinada, a lei penal seria determinada pela vontade da classe dominante.
A relação entre direito e dominação também pode ser vista na obra de Evgeni Pachukanis, em sua obra Teoria Geral do Direito e Marxismo, publicada em 1924, na qual afirma que, de um ponto de vista sociológico, a burguesia assegura e mantém sua dominação de classe com seu sistema de direito penal, oprimindo as classes exploradas.
Como consequência desta abordagem, surge a noção de que o criminólogo não deve apenas estudar o crime, mas também o processo de criminalização dos padrões de comportamento, através da lei penal e da sua aplicação.
Em sua obra, Bonger sempre leva em conta a sociedade como um todo e não cada indivíduo considerado isoladamente, tratando o crime como um fenômeno de massa, criticando "aqueles que acreditam na prevalência de causas individuais normalmente assumem que a sociedade não é um organismo, mas uma coleção de indivíduos e que, consequentemente, basta analisar o indivíduo para poder explicar os fenômenos sociais".
Isto revela o pioneirismo de sua abordagem, numa visão macrocriminal, contrapondo-se à visão microcriminal, fundada na ideia de que o comportamento antissocial pode ser sempre, ou em geral, atribuível a anormalidades da personalidade, constitutivas ou adquiridas. Afastando-se da visão centrada no comportamento do indivíduo - para o direito penal, delito é a ação ou omissão típica, ilícita e culpável - o crime, para a criminologia, deve ser encarado como um fenômeno comunitário e como um problema social.
A relevância desta perspectiva está na elaboração da própria definição de criminologia, como, por exemplo, a proposta por Edwin Sutherland, para quem “a criminologia é o corpo de conhecimento que observa o delito como um fenômeno social. Inclui, dentro do seus objetos, os processos de elaborar leis, de descumprir leis e de reagir contra quem descumpriu as leis”.

### Classificação dos crimes
O regime de produção capitalista afeta a organização social, segundo Bonger, formando a base para cinco categorias de crimes, cujo critério de distinção é a motivação do infrator: os crimes econômicos, crimes sexuais, crimes por vingança e outros motivos, crimes políticos e crimes patológicos. Fatores individuais seriam relevantes apenas nesta última categoria. Segundo Bonger, seriam necessárias monografias inteiras para cada tipo de crime, sendo que ele se limitaria a apresentar linhas gerais sobre o tema com inúmeros exemplos no Livro II da segunda parte de sua obra Criminalidade e Condições Econômicas.  

## Criminalidade e Condições Econômicas

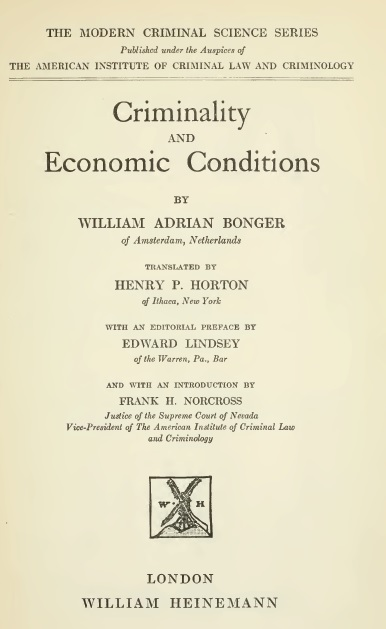
Frontispício de Criminality and Economic Conditions, tradução da tese de doutorado de Bonger para o inglês em 1916.

Em 1905, Willem Bonger apresentou sua tese de doutorado, Criminalidade e Condições Econômicas (título original: Criminalité et conditions économiques). Este trabalho foi traduzido para o inglês em 1916 e publicada com os auspícios do American Institute of Crminal Law. O ponto central de sua tese foi destacar a relevância das condições econômicas e sociais na etiologia do crime. Sua mensagem era direta e absoluta: o crime só poderia ser prevenido  quando tais condições fossem transformadas a ponto de resultar em uma sociedade mais equânime.
Austin Turk foi responsável por resgatar as ideias de Bonger para o mundo anglo-saxônico, ao escrever um prefácio para a edição de 1969 de Criminalidade e Condições Econômicas, publicada pela Universidade de Indiana.

### Condições econômicas
Na primeira parte da obra, intitulada Exposição crítica da literatura sobre a relação entre criminalidade e condições econômicas, Bonger realizou uma análise crítica do pensamento dos autores do século XIX acerca da influência das condições econômicas sobre a criminalidade. Criou uma categoria em separado para o pensamento de autores anteriores ao que considerou o nascimento da criminologia moderna (científica), na qual inseriu, por exemplo, Thomas More, Cesare Beccaria e Friedrich Engels. Os demais pensamentos foram agrupados em estatísticos, escola italiana (com destaque para Cesare Lombroso, Rafaelle Garofalo e Enrico Ferri), escola francesa (ex. Gabriel Tarde e Leonce Manouvrier), os biossocialistas (ex. Franz Von Liszt e Adolphe Prins), os espiritualistas e o que chamou de "terceira escola" ou "socialistas". 
Apenas uma pequena fração dos autores por ele estudados refutou a existência de uma correlação entre a criminalidade e as condições econômicas, sendo estas últimas analisadas de forma meramente superficial, consideradas apenas como a medida de riqueza ou pobreza de um país como um todo. Ainda, de acordo com Bonger, a maior parte dos autores se absteve de discutir o modo de produção corrente e suas consequências. Seria necessário, assim, analisar a distribuição de riqueza: um país rico com má concentração de renda poderia apresentar altos índices de criminalidade. 

### Capitalismo e crime: egoísmo e altruísmo
A segunda parte de sua tese é composta de dois livros: O atual sistema econômico e suas consequências, uma análise histórica das relações dinâmicas entre o modo de produção capitalista (enquanto organização social, no termo por ele utilizado) e o crime, e Criminalidade, onde apresenta sua classificação dos crimes.
Sua análise do modo de produção perpassa a descrição das classes sociais e da razão de sua existência, um estudo das instituições do casamento e da família, incluindo no mesmo capítulo o problema da prostituição (fatores que ofertam a oferta e a demanda, com diversas estatísticas sobre o tema) e, por fim, discussões sobre o alcoolismo e o militarismo.
Para Bonger, a competitividade resultante do modo de produção capitalista tem efeitos colaterais na organização social, em virtude do estímulo ao egoísmo, a antípoda do altruísmo, este entendido como a capacidade de colocar os interesses alheios acima dos próprios interesses. A partir da observação do comportamento de certos animais e de formas mais “primitivas” de sociedades humanas, seria possível concluir que os seres humanos seriam intrinsecamente altruístas. Nesse sentido, o egoísmo não seria determinante para que alguém cometesse um crime, mas tornaria o indivíduo mais capaz e propenso a fazê-lo.
Afirma Patrick Hebberecht que “em contraste com os darwinistas sociais, que defendiam o egoísmo como característica fundamental da humanidade, Bonger, influenciado por Karl Kautsky, entende que os seres humanos detêm fortes instintos e sentimentos sociais que estão na base do altruísmo para a sociedade. O regime de produção capitalista teria enfraquecido este altruísmo e, por isso, também a força moral das pessoas que impediria a conversão das ‘ideias criminosas’ em atos criminosos”.
Até mesmo entre os mais bem sucedidos em uma sociedade capitalista, a lógica de mercado, ao ditar sentimentos de inveja, insatisfação e ganância para manter a economia em funcionamento, contribuiriam para o aumento do egoísmo e, consequentemente, para a propensão à criminalidade. Nesse sentido, não se pode afirmar que Bonger ignorou os delitos cometidos pelos ricos, pois também estudou os casos de falência fraudulenta e outros delitos praticados pelos membros da burguesia capitalista.
Podemos considerar, neste ponto do pensamento de Bonger, uma conexão com um aspecto da teoria da anomia de Robert Merton, na medida em que uma sociedade que combina um encorajamento cultural a aspirações materiais - por meio de uma mitologia da meritocracia e uma realidade estrutural de oportunidade desiguais - gera pressões anômicas que resultam em uma variedade de comportamentos desviantes. Vale ressaltar que esta foi uma das teorias mais influentes na formulação da economia política do crime fora da tradição marxista.

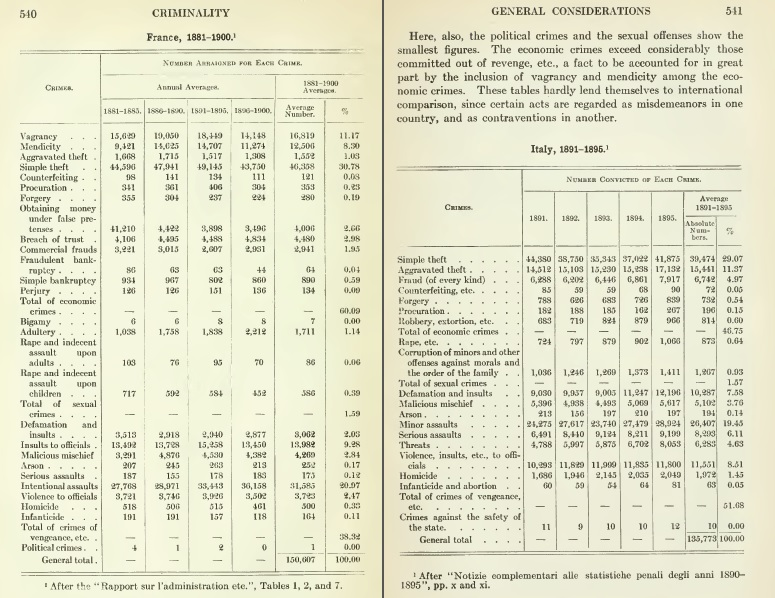
Bonger utilizava amplamente tabelas com dados estatísticos sobre os crimes e os criminosos.

### Considerações adicionais
Além do egoísmo, outra causa da criminalidade seria a degradação moral das pessoas que vivem em condições de pobreza. O capitalismo seria capaz de enfraquecer várias instituições sociais, tais como o casamento e a família. As crianças das classes mais pobres, ao serem incentivadas a trabalhar desde cedo, não teriam a oportunidade de ter educação intelectual e moral apropriadas. Em virtude do poder do capitalismo para destruir valores culturais tradicionais e controles sociais informais, além de promover o hedonismo e o egoísmo, o crime se tornaria uma resposta racional à exploração capitalista.
De qualquer modo, a reflexão criminológica de Bonger, ainda que situada dentro de pressupostos positivistas, conseguiria desligar-se da etiologia de base individual. O problema deixa de ser a natureza humana, passando a ser a natureza do capitalismo e o egoísmo gerado por este a tal ponto que o pensamento delitivo seria fomentado tanto em ricos quanto em pobres.

## Outras Obras
Em Fé e Crime (1913), Bonger refuta a tese de que a secularização seria uma causa da criminalidade. Seus estudos apontaram que as condições econômicas determinavam níveis de criminalidade semelhantes tanto no grupo dos “crentes” quanto no grupo dos “descrentes”. Com a ajuda de dados estatísticos, Bonger afirma que os que não professam nenhuma religião não são necessariamente delinquentes, ao que atribui a força de caráter destas pessoas para poder conseguir romper com as tradições, especialmente as relativas a instituições poderosas como as igrejas. Bonger refuta a alegação de que a falta de religiosidade significaria falta de moralidade: religiosidade não implicaria em moralidade e vice-versa.
Sua Introdução à Criminologia, publicada em holandês em 1932 e traduzida para o inglês em 1936, teve amplo reconhecimento acadêmico. Foi uma obra escrita para um público amplo, concebida como um panorama histórico das diferentes escolas e teorias criminológicas. Neste manual, destaca que a criminologia teria uma perspectiva teórica ou pura, ao estudar o fenômeno da criminalidade em toda a sua extensão, bem como suas causas (etiologia) e, adicionalmente, uma perspectiva prática e aplicada.
Em Raça e Crime (1939), Bonger argumenta que a criminalidade entre os negros é determinada por influências do seu meio social. Adicionalmente, deslegitimou as proposições de que haveria raças criminosas, argumentando que as diferenças físicas entre membros de raças diversas eram irrelevantes para a criminologia. Negou veementemente a existência do “livre arbítrio”, de tal forma que tudo poderia ser explicado por circunstâncias do ambiente em que os indivíduos estavam inseridos. No prefácio em inglês que escreveu para a edição de 1916 de Criminalidade e Condições Econômicas, ironizou a importância dos fatores hereditários ao destacar que os primeiros habitantes da Austrália foram para lá por serem criminosos perigosos e nem por isso a criminalidade seria incontrolável naquele país, tempos depois.

## Crítica
Austin Turk, ao prefaciar a edição de 1969 da obra de Bonger, afirmou que seu pensamento estaria demasiadamente confinado na teoria marxista, e que os conflitos - e as consequências no âmbito da criminalidade - não existiam apenas na sociedade capitalista, mas seria um fenômeno genérico da vida social.
Sérgio Salomão Shecaira aponta que a visão da criminalidade concebida a partir do marxismo considera a responsabilidade pelo crime como uma decorrência natural de certas estruturas econômicas, das quais o infrator seria apenas uma vítima inocente e fungível. Apenas a sociedade seria culpável. Nesse sentido, teríamos um determinismo social e econômico - exatamente a conclusão central obtida a partir dos estudos de Bonger. Contudo, conclui que “o criminoso é um ser histórico, real, complexo e enigmático”, podendo estar sujeito às influências do meio (não aos determinismos). Sendo condicionado, “tem vontade própria e uma assombrosa capacidade de transcender, de superar o legado que recebeu e construir seu próprio futuro”.
Edwin Sutherland, ao buscar a elaboração de uma teoria geral que pudesse explicar todo e qualquer tipo de delinquência - que culminou em sua teoria da associação diferencial -, concluiu que o positivismo criminológico não era suficiente, fosse baseado em problemas de criminalidade ou no vínculo entre crime e pobreza. Essas causas não provocam, por si mesmas, o delito. O jurista argentino Emílio García Méndez afirmou que associar pobreza com delinquência é injusto para com os muitos pobres que não delinquem e também para com os muitos ricos que o fazem.
Sutherland também considerou inadequada a classificação de crimes proposta por Bonger, afirmando que nenhum delito pode ser reduzido a um único motivo. Exemplificou sua afirmação com base no crime de roubo, classificado por Bonger como crime econômico, mas indicando que o desejo de uma experiência excitante ou mesmo um desejo de vingança poderiam motivar a prática daquele delito.
J. M. Van Bemmelen afirma que, a despeito da supervalorização do conceito de “livre arbítrio”, e, embora possamos reconhecer que há certas pessoas com problemas cognitivos ou de caráter e temperamento que são largamente influenciadas pelas circunstâncias em que vivem, não seria razoável negar as forças subjetivas que desempenham um papel substancial na ação de cada indivíduo. Nesse sentido, a maior fraqueza do pensamento de Bonger seria uma concepção binária dos fenômenos, onde ou tudo seria “preto” ou tudo seria “branco”.
Patrick Hebberecht aponta que Bonger utilizou uma noção simplista de Estado em seu estudo e não efetuou uma análise sistemática da aplicação da lei penal pela polícia, pelo ministério público, magistrados e instâncias responsáveis pela execução da pena - o sistema de justiça criminal. 
Ian Taylor, além de considerar Bonger como um positivista, negou o rótulo de marxista à sua teoria social, considerando-a muito mais próxima de Durkheim do que de Marx. 
Bonger foi criticado tanto por marxistas quanto por não marxistas, pela ênfase de seu pensamento na estrutura familiar e no déficit moral das classes mais pobres. Sua visão era a de que apenas a transição do capitalismo para o socialismo resultaria no resgate do altruísmo necessário para a inexistência de crimes. Os únicos crimes que existiriam após o fim do capitalismo seriam os crimes patológicos, os quais estariam não mais na esfera dos juízes, mas dos médicos. 

## Legado
Bonger introduziu diversas ideias que foram exploradas posteriormente pela criminologia crítica e pela criminologia marxista. Reconheceu que as concepções jurídicas do crime refletiam desproporcionalmente os interesses dos poderosos, identificando que classe social e poder influenciam o conteúdo e a operação do sistema de justiça criminal. Para ele, "a ciência social não é simplesmente um meio de resolver problemas interessantes, mas também, e principalmente, um meio de apresentar à sociedade formas de se proteger de ameaças como a criminalidade ou, se possível, eliminá-las completamente". Desse modo, sua obra é um exemplo de tentativa de conciliar teoria e prática, não apenas interpretando a realidade sob uma nova perspectiva, mas também buscando alterá-la. 
Apesar da dificuldade na caracterização de seu pensamento, é indiscutível a contribuição decorrente de sua crítica à criminologia etiológica individual e à relação entre capitalismo e crime para a compreensão da criminalidade e do controle do crime na pós-modernidade. 

### Criminologia marxista
A teoria de Bonger não foi aceita no mundo anglo-saxão em virtude da sua fé ingênua no socialismo e na explicação da criminalidade baseada apenas pelo fato econômico. As idéias marxistas só foram resgatadas nos anos 1970, particularmente pelos britânicos Ian Taylor, Paul Walton e Jock Young - que dedicaram um capítulo inteiro ao pensamento de Marx, Engels e Bonger na obra The New Criminology: for a theory of deviance (1973) - e em 1980 por Richard Quinney, oferecendo a visão de que o crime seria resultado das más condições materiais dos menos favorecidos na sociedade capitalista. 
Destacam-se, neste âmbito, as opiniões de William Chambliss, para quem o comportamento delinquente nada mais é do que o comportamento compensatório de pessoas exploradas pelas relações econômicas; de Ian Taylor, que enxerga o condenado como uma vítima adicional das operações rotineiras do sistema capitalista, segundo um processo de reprodução de desigualdade social e racial; e de David Greenberg, para quem os criminosos - e não os operários - estaria na vanguarda do movimento revolucionário preconizado por Marx. Na concepção da criminologia marxista, a luta de classes é usualmente tida como a única fonte de toda a criminalidade, com exceção dos “crimes reais”, quais sejam as violações a direitos humanos, como o racismo, o sexismo, o imperialismo e o próprio capitalismo. 
Para Edwin Sutherlad, as ideias de Marx sobre a origem e a manutenção da desigualdade social foram aplicadas ao estudo do crime de tal sorte que a teoria criminológica resultante pode ser considerada demasiado simplista - com ênfase no determinismo econômico - e sequer merece ser designada como marxista. 
Muitos utilizaram indistintamente as expressões criminologia crítica e criminologia radical e criminologia marxista, embora nunca tenham sido sinônimos, incorporando uma crítica ao pensamento dominante na criminologia e às disfunções da sociedade capitalista. O rótulo "marxista" deixou de ser utilizado a partir dos anos 1990. 

### Criminologia Crítica
A criminologia crítica não questiona a causas dos crimes praticados, questiona porque determinadas pessoas são tratadas como criminosas, quais as consequências desse tratamento e qual sua legitimidade. Como teses, defende que o desvio nasce de conflitos socioeconômicos e que esses conflitos, por sua vez, maximizam os efeitos do etiquetamento secundário e, também, que a Justiça é classista e seletiva tanto no direito, quanto no sistema penal. Como algumas de suas principais propostas, têm-se a interpretação do crime sob a  perspectiva das classes subalternas, a revisão dos bens jurídicos protegidos pelo direito penal, a redução da utilização de cárcere como pena, a redução do desvio social e a interferência nas relações socioeconômicas. 

### Instituto de Criminologia Willem Bonger
Na Faculdade de Direito da Universidade de Amsterdã, foi criado o Instituto de Criminologia Willem Bonger, em homenagem ao primeiro professor de sociologia e criminologia daquela universidade. Este centro de pesquisa tem como objetos de estudo o controle formal da criminalidade e o modo e escala do desenvolvimento da natureza e do escopo da criminalidade. 

## Obras Selecionadas
Os títulos das obras foram traduzidos livremente a partir dos títulos em inglês e holandês, pois nenhuma delas foi traduzida para o português.

### Livros
- Criminologia e Condições Econômicas (1905) - Criminalité et conditions économiques
- Fatores Sociais na Delinquência (1912) - De maatsschappelikjke factoren van de Misdaad
- Fé e Crime (1913) - Geloof en Misdaad
- Introdução à Criminologia (1932 em holandês, 1935 em inglês) - Inleiding tot de criminologie
- Raça e Crime (1939) - Ras en Misdaad
- Obras Escolhidas - Parte I e II (1950) - Verspreide Geschriften, Deel I & II, obra póstuma

### Artigos
- Uma revisão sistemática e crítica da literatura sobre a influência das condições econômicas no crime (1900) - Un aperçu systématique et critique de la littérature concernant l’influence des conditions économiques sur la criminalité
- A Guerra e a Culpa (1917) - De oorlog en de schuldvraag
- Diagnose e Prognose (1918) - Evolutie en revolutie
- Sobre a Evolução da Moralidade (1922) - Over de evolutie der moraliteit, leitura proferida quando assumiu a cátedra de criminologia e sociologia na Universidade de Amsterdã
- Os Problemas da Democracia (1934) - Problemen der democratie
- A Mentira do Antissemitismo (1935)
- O Perigo Para a Thechoslováquia (1935) - Sociologiscke Revue
- Democracia e Seleção (1938) - Democratie en selectie